# Boronia defoliata
Boronia defoliata är en vinruteväxtart som beskrevs av Ferdinand von Mueller. Boronia defoliata ingår i släktet Boronia och familjen vinruteväxter. Inga underarter finns listade i Catalogue of Life.